# لطیف‌دم‌ها
لطیف‌دم‌ها (نام علمی: Terenura) نام یک سرده از تیره مورچه‌مرغ است.
این سرده دو گونه دارد:
- مورچه‌گیرک کلاه‌راه‌راه (Terenura maculata)
- مورچه‌گیرک شکم‌نارنجی (Terenura sicki)